# Chiesa di San Silvestro a Santomoro
La chiesa di San Silvestro a Santomoro si trova nei dintorni di Pistoia.

## Storia e descrizione
Prima del Mille esisteva in questa località un oratorio dedicato al santo benedettino Mauro; l'edificio fungeva anche da ospizio per i pellegrini che risalivano la valle verso l'abbazia di San Salvatore a Fontana Taona.
L'attuale chiesa di San Silvestro fu edificata nel secolo XII e fu posta a partire dal secolo successivo sotto la giurisdizione della pieve di San Giovanni Battista a Valdibure. Attualmente è dotata di pochi e semplici arredi, e deve il suo principale interesse alla struttura architettonica che ha mantenuto quasi intatti i primitivi caratteri romanici.